# Álvaro Manga
Álvaro Manga (Santa Marta, Colombia; 26 de enero de 1982) es un exfutbolista colombiano. Jugaba como defensor y se retiró en La Equidad de Colombia.

## Datos curiosos
Pese a tener una efímera carrera futbolística fue campeón en todos los equipos en los que jugó, sumando 4 títulos.
Anotó el que sería el primer gol encontra del arquero Franco Armani en Atlético Nacional.

## Clubes
| Club        | País     | Año         |
| ----------- | -------- | ----------- |
| La Equidad  | Colombia | 2006 - 2010 |
| Águilas     | Colombia | 2010 - 2011 |
| Millonarios | Colombia | 2011        |
| La Equidad  | Colombia | 2012        |

## Palmarés
| Título        | Club        | País     | Año  |
| ------------- | ----------- | -------- | ---- |
| Primera B     | La Equidad  | Colombia | 2006 |
| Copa Colombia | La Equidad  | Colombia | 2008 |
| Primera B     | Águilas     | Colombia | 2010 |
| Copa Colombia | Millonarios | Colombia | 2011 |